# French Hill
James French Hill, né le 5 décembre 1956 à Little Rock, est un homme politique américain, membre du Parti républicain, représentant de l'Arkansas à la Chambre des représentants des États-Unis depuis 2015.

## Biographie
French Hill est un homme d'affaires millionnaire, exerçant dans le monde de la banque. Dans les années 1980, il travaille auprès de la commission sénatoriale sur la banque, le logement et les affaires urbaines, puis au département du Trésor. Il devient ensuite conseiller du président George H.W. Bush au sein du conseil de politique économique de 1991 à 1993.
Lors de la campagne présidentielle de 2008, il conseille le gouverneur de l'Arkansas Mike Huckabee.
Lors des élections de 2014, il est candidat à la Chambre des représentants des États-Unis dans le 2e district de l'Arkansas, qui couvre Little Rock et sa banlieue. Le représentant républicain sortant, Tim Griffin, se présente au poste de lieutenant-gouverneur. Hill arrive en tête de la primaire républicaine avec plus de 50 % des voix face à la représentante d'État Ann Clemmer et au vétéran Conrad Reynolds. En novembre, il affronte Patrick Henry Hays, le maire démocrate de North Little Rock. Bien que des sondages donnent tour à tour les deux candidats gagnants, Hill semble favori pour remporter le siège,. Il est élu représentant avec 51,9 % contre 43,6 % pour Hays.
Candidat à sa réélection en 2016, il remporte facilement la primaire républicaine avec 85 % des voix.